# Dennach (Kronach)

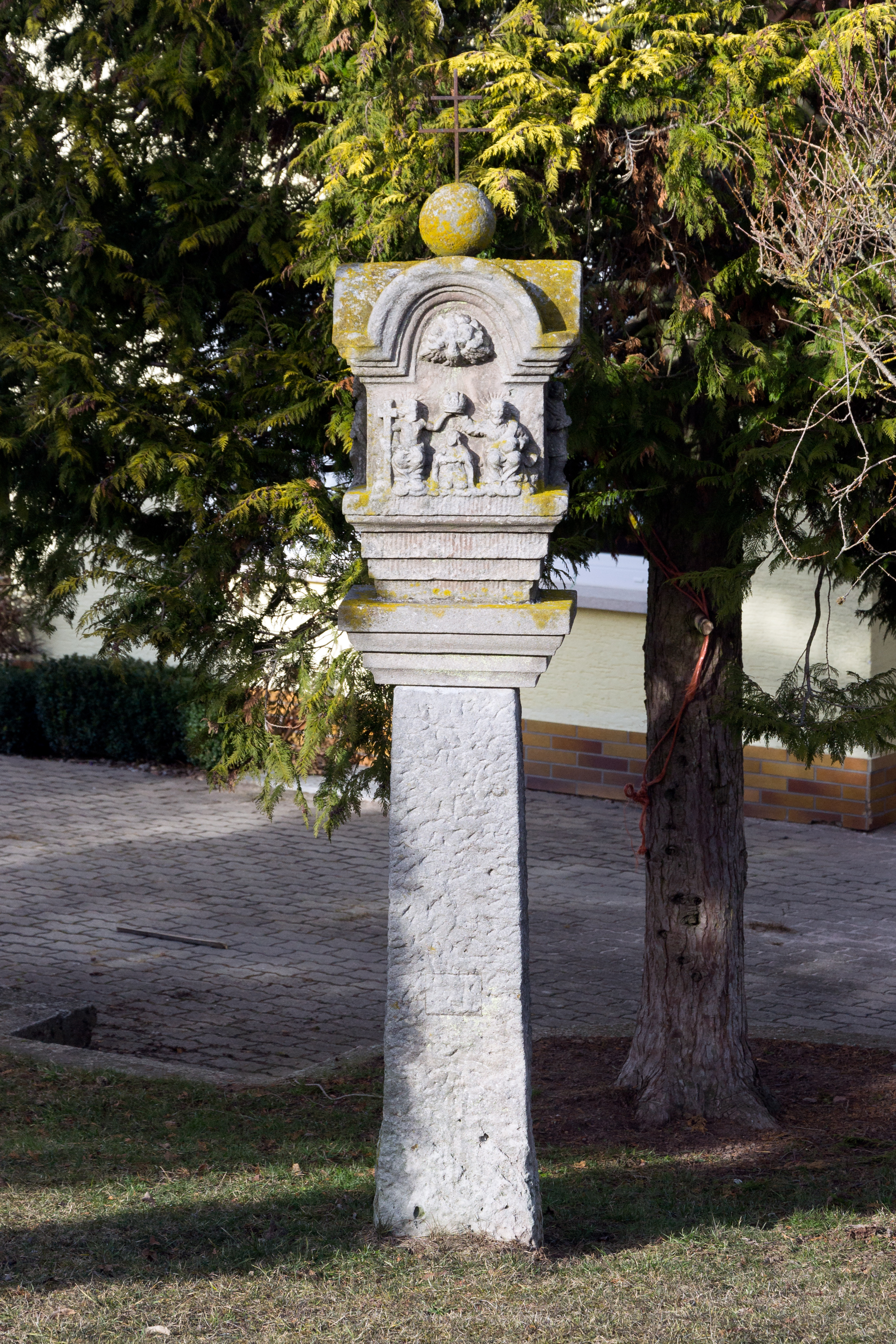
Bildstock bei Haus Nr. 3 von Dennach

Dennach ist ein Gemeindeteil der Kreisstadt Kronach im Landkreis Kronach (Oberfranken, Bayern).

## Geographie
Der Weiler befindet sich auf einer Anhöhe, die im Norden Tännigsberg (441 m ü. NHN) genannt wird. Ein Anliegerweg führt nach Seelach (0,8 km südöstlich).

## Geschichte
Der Ort wurde 1323/1328 im ersten bambergischen Amtsurbar erstmals urkundlich erwähnt.
Gegen Ende des 18. Jahrhunderts gab es in Dennach drei Anwesen. Das Hochgericht übte das bambergische Centamt Kronach aus. Grundherren waren die Stadt Kronach (1 Söldengut, 1 halbes Söldengut) und das Gotteshaus Kronach (1 halbes Söldengütlein).
Mit dem Gemeindeedikt wurde Dennach dem 1808 gebildeten Steuerdistrikt Neuses und der 1818 gebildeten Ruralgemeinde Seelach zugewiesen. Am 1. Mai 1978 wurde Dennach im Zuge der Gebietsreform in Bayern in Kronach eingegliedert.

### Baudenkmal
- Bildstockaufsatz

### Einwohnerentwicklung
| Jahr      | 001818 | 001861 | 001871 | 001885 | 001900 | 001925 | 001950 | 001961 | 001970 | 001987 |
| Einwohner | 25     | 31     | 27     | 32     | 29     | 32     | 28     | 24     | 46     | 29     |
| Häuser    | 4      |        |        | 5      | 4      | 5      | 4      | 5      |        | 6      |
| Quelle    | [ 6 ]  | [ 8 ]  | [ 9 ]  | [ 10 ] | [ 11 ] | [ 12 ] | [ 13 ] | [ 14 ] | [ 15 ] | [ 1 ]  |

## Religion
Der Ort ist römisch-katholisch geprägt und nach St. Johannes der Täufer (Kronach) gepfarrt.